# Dedemsvaart (canal)
Pour les articles homonymes, voir Dedemsvaart.
Le Dedemsvaart est un canal néerlandais dans le nord de la province d'Overijssel.

## Géographie
Le Dedemsvaart reliait le Zwarte Water à Hasselt à l'Overijsselse Vecht près de Gramsbergen.

## Histoire
Le canal a été nommé d'après le baron Van Dedem qui a fait construire ce canal pour le transport de tourbe.
L'idée du défrichement des fagnes interminables à l'est de Hasselt venait du juriste Gerrit Willem van Marle. Les villes de Zwolle, de Kampen et de Deventer étaient contre : elles craignaient que leurs influences commerciales n'en diminuassent. À la suite de cette opposition, les projets de Van Marle n'ont pas abouti.
Après le décès de Van Marle, son gendre le baron Willem Jan van Dedem tot den Berg a repris ses projets, et là où Van Marle échoua, le baron Van Dedem a réussi : le 9 juillet 1809, les travaux de construction du Dedemsvaart commencèrent. En 1811, le canal reliait déjà Hasselt à Balkbrug.
Toutefois, le baron étant à court d'argent, il a dû vendre son canal et ses défrichements à la province d'Overijssel. Quelques années après, il réussit à racheter ses biens et à continuer son projet. La construction du canal continuait vers l'est, mais en 1845 les problèmes des finances du baron étaient devenus insurmontables, et il a dû céder son projet définitivement à la province.
En 1854, on a atteint la Vecht près d'Ane. Le nouveau canal représentait un gain de temps de parcours et de distance par rapport au trajet de cette rivière. Le canal comptait huit écluses et plusieurs branchements, dont le Lutterhoofdwijk qui se détachait du canal à Lutten, pour relier le Dedemsvaart à la ville de Coevorden. Autour des écluses et aux carrefours des canaux, plusieurs villages et hameaux ont été fondés, dont le plus important a pris le nom du canal : Dedemsvaart. À Dedemsvaart, le canal se divisait en deux branches : le Lange Wijk au nord du village, et le Hoofdvaart au sud du village. Après le village, les deux branches se rejoignaient.
La région se développait le long du canal. Un tramway de la Dedemsvaartsche Stoomtramweg-Maatschappij longeait le canal entre De Lichtmis et Lutten.
Après la Seconde Guerre mondiale, le canal perdait son importance pour la navigation fluviale. Dans les années 1960, d'importants tronçons du canal furent comblés, souvent pour y construire des routes. La N377 suit en partie l'ancien trajet du canal. Entre Hasselt et Nieuwleusen, à Dedemsvaart et à Lutten, des tronçons du canal ont été préservés, mais ils ne servent plus à la navigation professionnelle.

## Source
- (nl) Cet article est partiellement ou en totalité issu de l’article de Wikipédia en néerlandais intitulé « Dedemsvaart (kanaal) » (voir la liste des auteurs).